# Неймовірний Ієгудіїл Хламіда
«Неймовірний Ієгудіїл Хламіда» — радянський телевізійний художній фільм 1969 року, що розповідає про початок творчого шляху письменника Максима Горького.

## Сюжет
Приїхавши в провінційне місто Самару, Олексій Пєшков публікує один за іншим викривальні фейлетони під псевдонімом Ієгудіїл Хламіда. Набуває ворогів, друзів, стає знаменитим літератором і їде в Москву.

## У ролях
- Афанасій Кочетков —  Максим Горький
- Олександра Отморська —  Катя Волжина
- Олександр Граве —  Микола Олександрович
- Михайло Іванов —  Марк Львович
- Олег Басілашвілі —  Костерін
- Галина Короткевич —  Зінаїда Василівна
- Олександр Дем'яненко —  Уткін
- Олексій Кожевников —  Рогожин
- Ніна Титова —  Василиса
- Ігор Єфімов —  Саша
- Володимир Волчик — епізод
- Жанна Сухопольськая — епізод
- Микола Кузьмін — епізод
- Павло Первушин — епізод
- Світлана Мазовецька —  дама
- Іван Пальму — епізод
- Іван Краско — епізод
- Анатолій Столбов —  Кузьмін
- Віктор Чайников — епізод
- Олександр Афанасьєв —  фабрикант
- Євген Тетерін — епізод

## Знімальна група
- Режисер — Микола Лебедєв
- Сценарист — Олександр Гладков
- Оператор — Семен Іванов
- Композитор — Володимир Маклаков
- Текст пісні —  Микола Глейзаров
- Художник-постановник — Іван Іванов
- Звукооператор —  Анна Волохова